# Dzieła Edgara Allana Poego

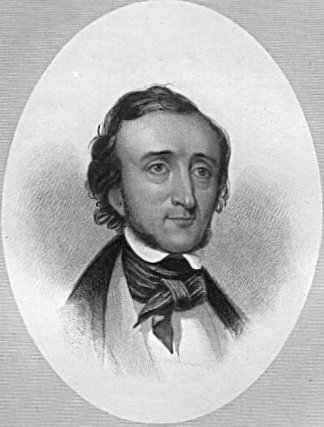
Edgar Allan Poe

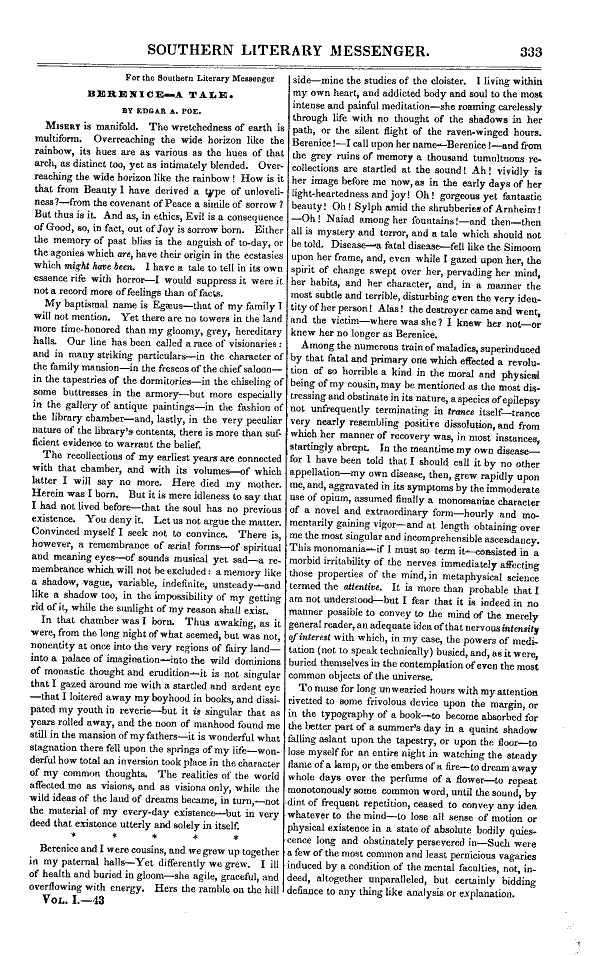
Tytułowa strona noweli Berenice z 1835

Twórczość amerykańskiego pisarza i poety Edgara Allana Poego (19 stycznia 1809 – 7 października 1849) obejmuje wiersze i nowele oraz jedną powieść. W swoich dziełach pisarz sięgał do różnych gatunków literackich: horroru, powieści przygodowej, fantastyki naukowej oraz powieści detektywistycznej – gatunku, za którego twórcę uważa się właśnie Poego. Utwory te są zazwyczaj zaliczane do czarnego romantyzmu, literackiej odpowiedzi na transcendentalizm. Prace Allana Poego odzwierciedlają jego teorie literackie. Odrzucał dydaktyzm i alegorię. Sens w literaturze, jak twierdził, powinien leżeć tuż pod samą powierzchnią, albowiem utwory, których wymowa jest zbyt oczywista przestają być sztuką. Poe dążył w swoich utworach do oryginalności, nie lubił przysłów. W jego dziełach można często znaleźć elementy pseudonauk, takich jak frenologii i fizjonomiki. W utworach często powtarza się temat śmierci wraz z jej fizycznymi objawami, rozkładem, strachem przed byciem pogrzebanym żywcem, wskrzeszeniem i żałobą. Choć jest dobrze znany jako mistrz powieści gotyckiej, to jednak nie odkrył on tego gatunku, lecz kontynuował długotrwałą tradycję. 
Kariera literacka Poego zaczęła się w 1827 roku wraz z wydaniem 50 egzemplarzy zbioru Tamerlane i inne poezje, pod pseudonimem "Bostończyk". Zbiór ten praktycznie został niezauważony. W grudniu 1829 roku Poe wydał w Baltimore zbiór wierszy Al Aaraaf, Tamerlane, and Minor Poems, następnie skupił się na pisaniu nowel, pierwszą z nich był Metzengerstein z 1832 roku. Jego największym sukcesem, najczęściej czytanym utworem za jego życia i uważanym za najbardziej udane dzieło prozatorskie pisarza był Złoty żuk, na którym zarobił 100 dolarów, co było największą sumą jaką otrzymał za pojedynczy utwór. Jedno z jego najważniejszych dzieł to Zabójstwo przy Rue Morgue, opublikowane w 1841, które obecnie uważa się za pierwszą współczesną powieść detektywistyczną. Sam Poe nazwał ją „opowieścią o rozumowaniu” (tale of ratiocination). Poe stał się znany po publikacji Kruka w 1845 roku, chociaż nie był to finansowy sukces. W tamtym czasie kariera pisarska w przemyśle wydawniczym była trudnym wyborem, stąd wiele dzieł Poego zostało tak napisanych, by zaspokoić gusta masowych czytelników.

## Spis dzieł Edgara Allana Poe
| Data publikacji | Pozycja                                                                                   | Rodzaj                                          | Adnotacje                                                                                  |
| --------------- | ----------------------------------------------------------------------------------------- | ----------------------------------------------- | ------------------------------------------------------------------------------------------ |
| 1832            | Metzengerstein                                                                            | Nowela, horror                                  | Początkowo opublikowana pod tytułem A Tale in Imitation of the German                      |
| 1832            | The Duc De L'Omelette                                                                     | Nowela, humor                                   | Pierwszy tytuł The Duke of l'Omelette                                                      |
| 1832            | Opowieść Jerozolimska (A Tale of Jerusalem)                                               | Nowela, humor                                   |                                                                                            |
| 1832            | Loss of Breath                                                                            | Nowela, humor                                   | Pierwszy tytuł A Decided Loss                                                              |
| 1832            | Bon-Bon                                                                                   | Nowela, humor                                   | Pierwszy tytuł The Bargain Lost                                                            |
| 1833            | Rękopis znaleziony w butli (MS. Found in a Bottle)                                        | Nowela                                          |                                                                                            |
| 1834            | Schadzka (The Assignation)                                                                | Nowela, horror                                  | Pierwszy tytuł The Visionary, opublikowana anonimowo.                                      |
| 1835            | Berenice                                                                                  | Nowela, horror                                  |                                                                                            |
| 1835            | Morella                                                                                   | Nowela, horror                                  |                                                                                            |
| 1835            | Lionizing                                                                                 | Nowela, satyra                                  | Podtytuł A Tale                                                                            |
| 1835            | Nieporównana przygoda niejakiego Hansa Pfaala (Unparalleled Adventure of One Hans Pfaall) | Nowela, satyra                                  |                                                                                            |
| 1835            | Król Dżumiec (King Pest)                                                                  | Nowela, horror                                  | Pierwszy tytuł King Pest the First, opublikowana anonimowo                                 |
| 1835            | Cień - przypowieść (Shadow - A Parable)                                                   | Nowela, horror                                  | opublikowana anonimowo                                                                     |
| 1836            | Cztery bydlęta w jednej skórze (Four Beasts in One - The Homo-Cameleopard)                | Nowela, humor                                   | Pierwszy tytuł Epimanes                                                                    |
| 1837            | Mystification                                                                             | Nowela, humor                                   | Pierwszy tytuł Von Jung, the Mystific                                                      |
| 1838            | Silence - A Fable                                                                         | Nowela, humor                                   | Pierwszy tytuł Siope - A Fable                                                             |
| 1838            | Ligeja (Ligeia)                                                                           | Nowela, horror                                  |                                                                                            |
| 1838            | How to Write A Blackwood Article                                                          | Nowela, parodia                                 | Wstęp utworu A Predicament                                                                 |
| 1838            | A Predicament                                                                             | Nowela, parodia                                 | Razem z How to Write A Blackwood Article, pierwszy tytuł The Scythe of Time                |
| 1839            | Diabeł na wieży (Devil in the Belfry)                                                     | Nowela, satyra                                  |                                                                                            |
| 1839            | Człowiek, który się zużył (The Man That Was Used Up)                                      | Nowela, satyra                                  |                                                                                            |
| 1839            | Zagłada domu Usherów (The Fall of the House of Usher)                                     | Nowela, horror                                  |                                                                                            |
| 1839            | William Wilson (William Wilson)                                                           | Nowela, horror                                  |                                                                                            |
| 1839            | Dialog Eirosa i Charmiona (The Conversation of Eiros and Charmion)                        | Nowela, science fiction                         |                                                                                            |
| 1840            | Why the Little Frenchman Wears His Hand in a Sling                                        | Nowela, humor                                   |                                                                                            |
| 1840            | Człowiek interesu (Business Man)                                                          | Nowela, humor                                   | Pierwszy tytuł Peter Pendulum                                                              |
| 1840            | Człowiek tłumu (The Man of the Crowd)                                                     | Nowela                                          |                                                                                            |
| 1841            | Zabójstwo przy Rue Morgue (The Murders in the Rue Morgue)                                 | Nowela detektywistyczna                         |                                                                                            |
| 1841            | W bezdni Maelströmu (A Descent into the Maelström)                                        | Nowela, horror                                  |                                                                                            |
| 1841            | Wyspa wróżki Fay (The Island of the Fay)                                                  | Nowela, fantasy                                 |                                                                                            |
| 1841            | Rozmowa Monosa i Uny (The Colloquy of Monos and Una)                                      | Nowela, science fiction                         |                                                                                            |
| 1841            | Nie zakładaj się nigdy z diabłem o swą głowę (Never Bet the Devil Your Head)              | Nowela, satyra                                  | Podtytuł A Tale with a Moral                                                               |
| 1841            | Eleonora                                                                                  | Nowela, romans                                  |                                                                                            |
| 1841            | Trzy niedziele w tygodniu (Three Sundays in a Week)                                       | Nowela, humor                                   | Pierwszy tytuł Succession of Sundays                                                       |
| 1842            | Portret owalny (The Oval Portrait)                                                        | Nowela, horror                                  | Pierwszy tytuł Life in Death                                                               |
| 1842            | Maska Czerwonego Moru (Masque of the Red Death)                                           | Nowela detektywistyczna                         | Pierwszy tytuł The Mask of the Red Death                                                   |
| 1842            | Włość arnheimska (The Landscape Garden)                                                   | Nowela, skecz                                   |                                                                                            |
| 1842            | Tajemnica Marii Roget (Mystery of Marie Rogêt)                                            | Nowela detektywistyczna                         | Początkowo z podtytułem A Sequel to 'The Murders in the Rue Morgue                         |
| 1842            | Studnia i wahadło (The Pit and the Pendulum)                                              | Nowela, horror                                  |                                                                                            |
| 1843            | Serce oskarżycielem (Tell-Tale Heart)                                                     | Nowela, horror                                  |                                                                                            |
| 1843            | Złoty żuk (The Gold Bug)                                                                  | Nowela                                          |                                                                                            |
| 1843            | Czarny kot (The Black Cat)                                                                | Nowela, horror                                  |                                                                                            |
| 1843            | Diddling                                                                                  | Nowela, parodia                                 | Początkowo z tytułem Raising the Wind lub Diddling Considered as One of the Exact Sciences |
| 1844            | Łoś (The Elk)                                                                             | Nowela                                          | Pierwszy tytuł Morning on the Wissahiccon                                                  |
| 1844            | Okulary (The Spectacles)                                                                  | Nowela, humor                                   |                                                                                            |
| 1844            | Opowieść z Gór Skalistych (A Tale of the Ragged Mountains)                                | Nowela, science fiction                         |                                                                                            |
| 1844            | Przedwczesny pogrzeb (Premature Burial)                                                   | Nowela, horror                                  |                                                                                            |
| 1844            | Rewelacje mesmeryczne (Mesmeric Revelation)                                               | Nowela, science fiction                         |                                                                                            |
| 1844            | Podłużna skrzynia (The Oblong Box)                                                        | Nowela, horror                                  |                                                                                            |
| 1844            | The Angel of the Odd                                                                      | Nowela, humor                                   | Z podtytułem An Extravaganza                                                               |
| 1844            | Tyś nim jest (Thou Art the Man)                                                           | Nowela detektywistyczna, satyra                 |                                                                                            |
| 1844            | The Literary Life of Thingum Bob                                                          | Nowela, humor                                   |                                                                                            |
| 1844            | Skradziony list (The Purloined Letter)                                                    | Nowela detektywistyczna                         |                                                                                            |
| 1845            | Tysiączna i druga opowieść Szeherezady (The Thousand-and-Second Tale of Scheherazade)     | Nowela, humor                                   |                                                                                            |
| 1845            | Pogawędka z mumią (Some Words With a Mummy)                                               | Nowela, satyra                                  |                                                                                            |
| 1845            | Potęga słowa (The Power of Words)                                                         | Nowela, science fiction                         |                                                                                            |
| 1845            | Duch Przekory (The Imp of the Perverse)                                                   | Nowela, horror                                  |                                                                                            |
| 1845            | System doktora Smoły i profesora Pierza (The System of Doctor Tarr and Professor Fether)  | Nowela, humor                                   |                                                                                            |
| 1845            | Prawdziwy opis wypadku z panem Waldemarem (The Facts in The Case of M. Waldemar)          | Nowela, horror, science fiction, żart literacki | Początkowo z tytułem The Facts of M. Valdemar's Case                                       |
| 1846            | Sfinks (The Sphinx)                                                                       | Nowela, satyra                                  |                                                                                            |
| 1846            | Beczka Amontillado (The Cask of Amontillado)                                              | Nowela, horror                                  |                                                                                            |
| 1847            | Artysta pejzażu (The Domain of Arnheim)                                                   | Nowela, skecz                                   |                                                                                            |
| 1849            | Mellonta Tauta                                                                            | Nowela, science fiction, żart literacki         |                                                                                            |
| 1849            | Żabi Skoczek (Hop-Frog)                                                                   | Nowela, horror                                  | Z podtytułem Or, The Eight Chained Ourang-Outang                                           |
| 1849            | Von Kempelen i jego wynalazek (Von Kempelen and His Discovery)                            | Nowela, żart literacki                          |                                                                                            |
| 1849            | X-ing a Paragrab                                                                          | Nowela, humor                                   |                                                                                            |
| 1849            | Landor's Cottage                                                                          | Nowela, skecz                                   | Początkowo z tytułem Landor's Cottage: A Pendant to 'The Domain of Arnheim                 |

## Inne prace

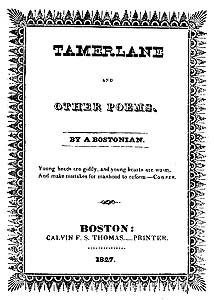
Tamerlane i inne poezje

### Powieści
- Przygody Artura Gordona Pyma (Narrative of Arthur Gordon Pym)
- The Journal of Julius Rodman (powieść nieukończona, opublikowana w 6 częściach na łamach Burton's Gentleman's Magazine)

### Eseje
- Maelzel's Chess Player
- The Philosophy of Furniture
- A Few Words on Secret Writing
- Morning on the Wissahiccon
- Filozofia kompozycji (The Philosophy of Composition)
- Eureka: A Prose Poem
- The Rationale of Verse
- Zasady poezji (The Poetic Principle)

### Sztuki
- Politian

### Inne
- The Conchologist's First Book
- Bujda Balonowa (The Balloon-Hoax)
- The Light-House

## Zbiory
- Tamerlane i inne poezje (Tamerlane and Other Poems, 1827)
- Al Aaraaf, Tamerlane and Minor Poems (1829)
- Poems (1831)
- Opowieści groteskowo-arabeskowe (Tales of the Grotesque and Arabesque)
- Opowiadania (Tales, 1845) (recenzja: Fantastyka 2/84, s. 52-53)
- Kruk i inne poezje (The Raven and Other Poems, 1845)